# Sphaeroderus
Sphaeroderus es un género de coleópteros adéfagos pertenecientes a la familia Carabidae. 

## Especies
Contiene las siguientes especies:
- Sphaeroderus bicarinatus (LeConte, 1853)
- Sphaeroderus canadensis Chaudoir, 1861
- Sphaeroderus indianae Blatchley, 1910
- Sphaeroderus nitidicollus Guerin-Meneville, 1829
- Sphaeroderus stenostomus Weber, 1801